# Estación de San Vicente-Castellgalí
San Vicente | Castellgalí (en catalán y oficialmente Sant Vicenç | Castellgalí) es una estación de las líneas R5 y R50 de la línea Llobregat-Noya de Ferrocarriles de la Generalidad de Cataluña. Está situada en San Vicente de Castellet. La estación se encuentra en una de las líneas del Metro del Baix Llobregat.

## Servicios Ferroviarios

### FGC
| << cabecera                 | < estación              | línea | estación >         | cabecera >>      |
| --------------------------- | ----------------------- | ----- | ------------------ | ---------------- |
| Línea Llobregat-Noya de FGC |                         |       |                    |                  |
| Barcelona-Plaza España      | Castellbell y Vilar     |       | Manresa Viladordis | Manresa Baixador |
| Barcelona-Plaza España      | Monistrol de Montserrat |       | Manresa Viladordis | Manresa Baixador |

### Cercanías
A unos minutos caminando se encuentra la estación de San Vicente de Castellet, ofreciendo correspondencía con la Línea R4 y la Línea RL4 de Rodalies de Catalunya.
Para más información, ver Estación de San Vicente de Castellet